# Библиотека Српске патријаршије
Библиотека Српске патријаршије у Београду је једна од најстаријих сачуваних библиотека српског народа. Данас у својим фондовима библиотека има више од 120.000 књига, збирку од 587 годишта старе периодике, збирку од 420 јединица...

## Историја
Библиотека Српске цркве је најстарија библиотечка установа у српском народу. Постоји од 1706. године, и чува рукописе средњовековних манастирских библиотека. У најзначајнијној од њих - хиландарској библиотеци Свети Сава и свети Симеон Мироточиви положили су прве рукописне књиге из свог поседа.
1726. године, спајањем фонда књига српске митрополије у Сремским Карловцима и митрополије у Београду, установљена је Библиотека Српске патријаршије. почетком Руско-аустријско-турски рата (1735—1739) библиотека је пренета из Београда у Сремске Карловце.
1941. године библиотека је заплењена од стране усташа и однета у Загреб. Део сачуваних књига враћен је тек 1946. године.
Савремена патријаршијска библиотека чува око 120.000 књига и око 400.000 бројева часописа, велики број рукописних књига из раздобља 14-18. века, рукописе Јована Рајића, инкунабуле, старе карте и библиотеке Захарија Орфелина, Стевана Стратимировића, Илариона Руварца, и многе друге.
Објављена је књига „Три века Библиотеке Српске Патријаршије” настала на основу докторске дисертације аутора ђакона Ненада Идризовића.